# بيتار بوشنياك
بيتار بوشنياك هو لاعب كرة قدم كرواتي في مركز الدفاع، ولد في 12 يونيو 1974 في بيلوفار في كرواتيا. لعب مع نادي سلافن بيلوبو.